# Gustav Schefranek
Gustav Schefranek, auch Gustav Schefraneck (22. Februar 1862 in Skalica, Ungarn – 29. Juli 1935 in Hannover) war ein österreichischer Theaterschauspieler, -regisseur und Bühnenautor.

## Leben
Schefranek, Sohn eines Kaufmanns, unterzog sich 1881 einer Prüfung durch Carl Arnau, durch dessen Empfehlung er in die Schauspielschule des Wiener Konservatoriums aufgenommen wurde, wo Bernhard Baumeister und Friedrich Mitterwurzer (?) seine Lehrer waren und die er als preisgekrönter Schüler verließ.
Sein erstes Engagement erhielt er 1883 am Hoftheater in Meiningen, wo er als „Stüssi“ im Tell zum ersten Mal auftrat, jedoch schon nach einiger Zeit wurde ihm der „Isolani“, der „Casca“, „Antolikus“, „Raoul“ etc. anvertraut und ihm zugleich auch Gelegenheit geboten, sich an des Gastspielreisen dieser berühmten Truppe (durch fast ganz Europa) zu beteiligen.
1890 trat er in den Verband des Deutschen Theaters zu Berlin, ging gleichzeitig in das Fach der ersten Charakterrollen über, wirkte 1893 in Teplitz, 1894 in Hanau und 1895 in Barmen und trat 1896 in den Verband des Berliner Theaters.
Hatte er bisher Rollen wie „Shylock“, „Nathan“, „Mephisto“, „Alba“, „Geßler“, „Selbitz“, „Richter von Zalamea“, „Wurzelsepp“, „Meineidbauer“, „Steinklopfer“ etc. erfolgreich gespielt, so wurde seine vorwiegende Tätigkeit am Berliner Theater nun diejenige eines Regisseurs. Fand der doch dafür bei seinem früh erwachten Sinn für künstlerische Gestaltung unter der Leitung des Herzogs von Meiningen und derjenigen Adolph L’Arronges und August Försters am Deutschen Theater die beste Schule.
Nichtsdestoweniger betätigte er sich aber auch im Charakterfach. Er war ein fein beobachtender Schauspieler und seine Gestalten waren wirkliche Gestalten, nicht bloß Theaterfiguren. Stets war er bemüht den richtigen Ton zu treffen, was ihm auch, unterstützt durch unausgesetztes Streben, fast ausnahmslos gelang.
Schefranek befasste sich aber auch mit schriftstellerischen Arbeiten und gelangte am Berliner Theater im Mai 1899 sein Lustspiel die Badesaison zur erstmaligen Darstellung.
Am Berliner Theater in der Charlottenstraße blieb er bis 1905 und inszenierte zuletzt auch an der Freien Volksbühne Berlin. Von 1905 bis 1908 wirkte er in Karlsruhe am Großherzoglichen Hoftheater. Ab der Spielzeit 1908/1909 stand er am Königlichen Theater Hannover unter Vertrag. 1922 kehrte er nach Berlin zurück, diesmal ging er ans Schillertheater.